# Les Illuminations (Rimbaud)
Pour les articles homonymes, voir Les Illuminations.
Les Illuminations est le titre d'un recueil de poèmes en prose ou en vers libres composés par Arthur Rimbaud (et, pour une part incertaine, Germain Nouveau) entre 1872 et 1875, et publié partiellement en 1886 puis, dans son intégralité, à titre posthume, en 1895. Ce texte demeura entre les mains de Charles de Sivry avant d'être publié à Paris (France).

## Titre
Le recueil a été publié initialement sous le titre Les Illuminations en octobre 1886. 

### Les Illuminations, ouIlluminations
Il est devenu usuel de mentionner le titre du recueil sans article après l'édition critique du recueil par Henry Adrien de Bouillane de Lacoste chez Mercure de France, en 1949, sous le titre Illuminations : Painted plates. Bouillane de Lacoste a choisi ce titre, après une longue correspondance avec le premier éditeur des Illuminations, Félix Fénéon, en raison du sens anglais possible de ce titre, tel que Paul Verlaine, ami et amant de Rimbaud, l’a évoqué : d'abord en 1878, dans une lettre à Charles de Sivry, Verlaine a écrit « Avoir relu Illuminations (painted plates) du Sieur que tu sais » ; puis en préface de l'édition originale de 1886 aux éditions de La Vogue, il a confirmé que « Le mot Illuminations est anglais et veut dire gravures coloriées, — coloured plates »,.
Au XXIe siècle, le chercheur en littérature française Steve Murphy a plaidé pour la réhabilitation du titre complet.
La correspondance et les notices de Verlaine, à condition de se reporter aux documents originaux, montrent que celui-ci met tantôt l'article en italique, tantôt non, et qu'il procède ainsi pour beaucoup d'autres titres. Il faut également apprécier le fait que, de 1886 à 1895, Verlaine n'a jamais protesté contre cet article.

### Intertextualité
Le titre Les Illuminations évoque un rapprochement significatif et ambitieux, de la part de Rimbaud, avec d'autres fameux recueils antérieurs, représentatifs de la modernité poétique du XIXe siècle et du romantisme : les Méditations poétiques (1820) d'Alphonse de Lamartine et Les Contemplations (1856) de Victor Hugo.

## Rédaction

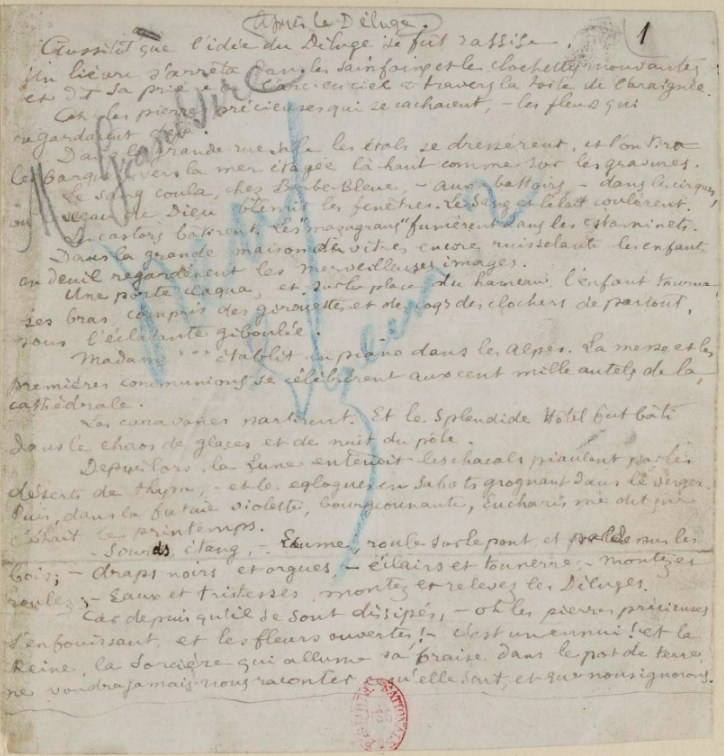
Après le Déluge, premier folio du manuscrit livré par Verlaine à Léo d'Orfer de La Vogue (département des manuscrits, BnF).

Nul ne sait avec certitude quelle est la date exacte de composition de ces poèmes en prose finalement baptisés Illuminations : ont-ils été écrits avant, après, ou pendant Une saison en enfer ? L’ordre des cinquante-quatre poèmes en désordre n’est pas plus précis que la chronologie. Quelques-uns de ces textes ayant été recopiés par Germain Nouveau, la question de la transcription ou peut-être la coécriture de quelques « illuminations » se pose également. Enfin, le titre supposé du « recueil », si recueil il y a eu, demeure une énigme, puisque le mot « illuminations » n’est jamais apparu sous la plume de Rimbaud ; il ne fut suggéré que par Verlaine.
On a longtemps cru que les poèmes en prose composant ce recueil avaient été écrits avant Une saison en enfer. Cette idée a été renforcée par le témoignage d'Isabelle Rimbaud qui voulait faire passer Une saison en enfer pour le testament littéraire d'un frère répudiant ses égarements de poète. Ainsi l'œuvre se terminait sur Adieu, le dernier « chapitre » du livre. 
Mais depuis 1949 et la publication de l'ouvrage d'Henry de Bouillane de Lacoste (Rimbaud et le problème des Illuminations, au Mercure de France), il est établi que les copies des poèmes en prose contenus dans Les Illuminations sont postérieures à la Saison. Cette démonstration se fonde sur deux éléments : d'abord, l'apparition tardive d'un « f » bouclé sous la plume de Rimbaud ; ensuite, la présence de l'écriture de Germain Nouveau qui a recopié (composé ?) un des deux poèmes intitulés Villes et pratiquement les trois derniers paragraphes de Métropolitain. 
Le rôle de Germain Nouveau dans l'écriture de un ou deux poèmes reste un sujet de débat mais l'hypothèse qu'il serait l'auteur d'Illuminations n'est guère prise au sérieux par les spécialistes. Bouillane de Lacoste a par ailleurs minimisé le fait que sa démonstration se fondait sur des copies (et non sur des brouillons de premier jet, par exemple), tandis que Being Beauteous et A une Raison sont de probables intertextes du poème Beams, lequel clôt les Romances sans paroles de Verlaine et est à peine antérieur à Une saison en enfer.
Ce dont on est sûr : les Illuminations ont été composées entre fin 1872, au plus tôt, et février 1875, au plus tard (date à laquelle Verlaine transmet le « dossier » à Germain Nouveau, après l'avoir reçu des mains de Rimbaud à Stuttgart). Pour le reste, comme l'avoue le biographe de Rimbaud, Jean-Jacques Lefrère « notre ignorance à peu près absolue sur l’époque de composition des Illuminations ». Il est possible, mais non pas certain, que l'essentiel du « recueil » soit antérieur à 1875 et puisse dater de 1874 voire, pour certaines "Illuminations", de 1873 ou même 1872. Aller au-delà dans les affirmations serait aventureux.

## Publication
L'ensemble de ces poèmes a été remis à Verlaine en février 1875 à Stuttgart,. Quelques mois plus tard, Verlaine transmet un dossier de « poèmes en prose » (qu'il n'appelle pas encore Les Illuminations) à Germain Nouveau, selon le témoignage d'une lettre de Verlaine à Ernest Delahaye.
L'édition d'octobre 1886 des Illuminations (cf. ci-dessous) rassemblait non seulement les poèmes en prose que nous connaissons sous ce titre, mais encore l'ensemble dit des « Derniers vers », qui, dans la plaquette, à partir de la page 82 commence avec Âge d'or'. En 1895, c'est cet ensemble de proses et de vers que Verlaine a préfacé. Paterne Berrichon a commencé à publier Les Illuminations, en deux parties, une en vers, une contenant le recueil en prose et vers libres actuel. Enfin, Bouillane de Lacoste a décidé d'extraire la partie en vers du recueil des Illuminations, sous prétexte que Verlaine privilégiait la partie en prose de ce recueil et sous prétexte que les manuscrits des poèmes en prose formaient un ensemble de copies distinctes de l'ensemble des copies de poèmes en vers. Les copies des proses (et des vers libres) sont toutes postérieures au 4 avril 1874, celles des poèmes en vers datent de 1872 sinon de 1873. Toutefois, Rimbaud avait très bien pu décider finalement de conjuguer les deux dossiers sous le seul titre Les Illuminations.
La première édition des Illuminations parut dans cinq livraisons de la revue La Vogue, à Paris, entre mai et juin 1886 (numérotées 5 à 9), avant d'être republiée en volume tiré à 200 exemplaires la même année, à l'automne, accompagnée d'une notice en préface signée Paul Verlaine, et avec comme nom d'éditeur « Publications de La Vogue » , suivant un ordre établi par Félix Fénéon. Elle était incomplète tant au niveau des poèmes en vers que des poèmes en prose. Il fallut attendre 1895 pour que l'intégralité du dossier connu soit publié. Nous ignorons si des poèmes en vers et des poèmes en prose se sont perdus entre 1886 et 1895. Nous savons seulement que les manuscrits des poèmes Dévotion et Démocratie ont disparu, faisant peut-être les frais d'une publication sauvage (querelles au sein de la Vogue, non consultation d'un auteur encore en vie, etc.). Les poèmes en vers seconde manière qui furent publiés entre 1886 et 1895 ne le furent qu'à partir de versions manuscrites uniques à l'exception notable du texte Enfer de la soif dont la provenance est inconnue et dont la découverte est probablement postérieure à 1886, puisque La Vogue a préféré publier la version sans titre et moins soignée du même poème.[réf. nécessaire]

## Contenu
Dans le tableau ci-dessous, les poèmes sont donnés dans le classement établi par Pierre Brunel (Rimbaud, Œuvres complètes), et les feuillets dans le classement de Claude Jeancolas (L'œuvre intégrale manuscrite).
| Ensemble paginé                    | feuillet           | Lot non paginé          | feuillet        |
| ---------------------------------- | ------------------ | ----------------------- | --------------- |
| Après le Déluge                    | f1                 | Fairy                   | F2              |
| Enfance I, II, III, IV, V          | f2 à f5            | Guerre                  | F3              |
| Conte                              | f5                 | Solde                   | F1              |
| Parade                             | f6                 | Jeunesse I, II, III, IV | F5 et F6        |
| Antique                            | f7                 | Promontoire             | F8              |
| Being Beauteous                    | f7                 | Dévotion                | manuscrit perdu |
| « Ô la face cendrée »              | f7                 | Démocratie              | manuscrit perdu |
| Vies I, II, III                    | f8 et f9           | Scènes                  | F9              |
| Départ                             | f9                 | Soir historique         | F7              |
| Royauté                            | f9                 | Bottom                  | F10             |
| À une Raison                       | f10                | H                       | F10             |
| Matinée d'ivresse                  | f10 et f11         | Mouvement               | F11             |
| Phrases                            | f11                | Génie                   | F4              |
| autres Phrases                     | f12                |                         |                 |
| Ouvriers                           | f13                |                         |                 |
| Les Ponts                          | f13 et f14         |                         |                 |
| Ville                              | f14                |                         |                 |
| Ornières                           | f14                |                         |                 |
| Villes (« Ce sont des villes »)    | f15 et f16         |                         |                 |
| Vagabonds                          | f16                |                         |                 |
| Villes (« L'acropole officielle ») | f16 et f17         |                         |                 |
| Veillées I, II, III                | f18 et f19         |                         |                 |
| Mystique                           | f19                |                         |                 |
| Aube                               | f19 et f20         |                         |                 |
| Fleurs                             | f20                |                         |                 |
| Nocturne vulgaire                  | f21                |                         |                 |
| Marine                             | f22 (verso du f21) |                         |                 |
| Fête d'hiver                       | f22 (verso du f21) |                         |                 |
| Angoisse                           | f23                |                         |                 |
| Métropolitain                      | f23 et f24         |                         |                 |
| Barbare                            | f24                |                         |                 |

## Genre
Deux poèmes des Illuminations, Mouvement et Marine, qui ne sont pas à proprement parler des poèmes en prose, sont usuellement considérés comme des textes fondateurs du vers libre français moderne : après leur parution en 1886 dans La Vogue en même temps que les premiers vers libres de Gustave Kahn, les poètes vers-libristes finiront par désigner Rimbaud comme leur précurseur, ces poèmes ayant été écrits douze ans auparavant, et Édouard Dujardin lui attribuera même la parternité du « VRAI vers libre », mais ils n'ont pas tenu compte de la possibilité d’une influence de la métrique et du décompte des syllabes, étant donné que Rimbaud n'a pas indiqué de règles de composition du vers libre[réf. nécessaire].
Mais au-delà des vers libres pour les textes « Mouvement » et « Marine », il n'est pas prouvé qu'il faille écarter les poèmes en vers du recueil des Illuminations. Quand ils sont datés, les poèmes en vers des Illuminations renvoient à la période mai-août 1872, plusieurs sont datés de mai ou juin. Sur un autre plan, d'autres témoignages de Verlaine disent explicitement que Rimbaud n'a pas composé de vers au-delà de 1872, ni même au-delà de ses dix-huit ans (20 octobre). La théorie actuelle qui veut que les poèmes en prose des Illuminations soient postérieurs à la composition du recueil Une saison en enfer laisse à entendre que Rimbaud n'a pratiquement rien composé de juillet 1872 à avril 1873, à savoir pendant la plus grande partie de son compagnonnage quasi exclusif avec Verlaine. Selon cette thèse, la composition même des vers et celle des poèmes en prose seraient nettement séparées dans le temps. Cette thèse laisse également supposer que, dans Alchimie du verbe, le poète répudie sans ambiguïté ses vers de 1872 qui relèveraient d'un état d'esprit incompatible avec les poèmes en prose. Et donc cette thèse s'interdit de penser que le dossier des dits « Derniers vers » a pu être constitué après la rédaction du livre Une saison en enfer. Toutefois, le cheminement des manuscrits de l'ensemble aujourd'hui appelé « Derniers vers » pose un problème. Nous n'avons aucun témoignage selon lequel Rimbaud aurait remis à Verlaine, dès 1872, les versions publiées dans la Vogue et dans la première édition des Œuvres complètes en 1895. Nous n'avons aucune preuve que l'envoi de « poèmes en prose » à Nouveau en 1875 coïncide avec le recueil au titre Illuminations qui n'apparaît en mention qu'à partir de 1878. Un dossier de poèmes en vers a pu être ajouté aux poèmes en prose entre l'envoi de ces derniers à Germain Nouveau et la première mention du titre Illuminations en 1878.[réf. nécessaire]

## Analyse

### La ville
Trois poèmes sont consacrés à la ville. Il est tout à fait étonnant que, dans ces trois poèmes, presque aucune allusion ne soit faite à Paris. Londres est nettement privilégiée par rapport à la Ville Lumière. Comme le note Gilles Marcotte : « Ce qu’on lit dans les textes urbains des Illuminations, c'est l'écriture disjointe, plurielle d'une ville qui ne se définit plus dans une séquence historique, un vecteur d'avenir, mais par la coexistence en elle de pulsions, d'images, de mouvements irréductibles à toute forme de composition unitaire ».

## Postérité
- Le compositeur britannique Benjamin Britten a mis en musique 10 poèmes en 1939.
- Les Illuminations ont influencé la poésie de Jean Venturini au XXe siècle[24].